# Балтимор Хајтс (Мериленд)
Балтимор Хајтс (енгл. Baltimore Highlands) насељено је место без административног статуса у америчкој савезној држави Мериленд.

## Демографија
По попису из 2010. године број становника је 7.019.
| Група             | 2000.    | 2010.         |
| Белци             | 0 (0,0%) | 4.085 (58,2%) |
| Афроамериканци    | 0 (0,0%) | 1.520 (21,7%) |
| Азијати           | 0 (0,0%) | 200 (2,8%)    |
| Хиспаноамериканци | 0 (0,0%) | 1.008 (14,4%) |
| Укупно            | 0        | 7.019         |